# Eduardo Schiaffino (militar)
Eduardo Augusto Schiaffino (Buenos Aires, 25 de junio de 1951) es un militar argentino en situación de retiro con el grado de brigadier general. Fue jefe del Estado Mayor General de la Fuerza Aérea (JEMGFA) desde el 22 de febrero de 2005 hasta el 6 de noviembre de 2006.

## Familia
Eduardo Augusto Schiaffino contrajo nupcias con Graciela Elba Falavigna, con quien tuvo cuatro hijos.

## Carrera
Eduardo A. Schiffino ingresó el 12 de febrero de 1969 a la Escuela de Aviación Militar de Córdoba, luego de finalizar sus estudios secundarios. Egresaría de dicha academia de formación militar el 12 de diciembre de 1972 con el grado de alférez para luego especializarse como aviador transportista.
Durante su carrera aeronáutica piloteó aviones B-45 Mentor, Morane Saulnier MS.760 Paris, IA-50 Guaraní II, F27 Friendship, C-130 Hércules, Hughes 500D y SA315B Lama.

### Oficial subalterno
En 1973, recién egresado como alférez realizó el curso de aviador militar en la misma academia de la cual egresó. Un año más tarde, fue destinado a la IV Brigada Aérea de El Plumerillo, donde cumplió funciones como oficial de escuadrilla y oficial instructor de manera simultánea hasta finales de 1975, cuando ascendió a teniente el último día de ese año.
Desde 1976 hasta finales de 1977, el entonces teniente Schiaffino estuvo destinado como oficial instructor y ejerció como jefe de la Sala de Armas de la VII Brigada Aérea.
Cumplió entre 1978 y fines de 1980 en la Escuela de Aviación Militar las funciones de oficial instructor, instructor de Vuelo, auxiliar de Despacho General, jefe de División de Personal Militar y jefe de División Central. El 31 de diciembre de 1978 fue promovido al grado de primer teniente.
De 1981 a finales de 1986 cumplió los siguientes cargos en la I Brigada Aérea: auxiliar de Servicio de Mantenimiento, jefe de Servicio de Mantenimiento, jefe de Servicio de Planificación y jefe de Escuadrilla. Cabe destacar que durante este lapso el primer teniente Eduardo Schiffino combatió en la guerra de las Malvinas en 1982, y que el 31 de diciembre de ese año sería ascendido a capitán.
Entre 1987 y 1988 cursó en la Escuela Superior de Guerra Aérea como alumno del Curso de Comando y Estado Mayor I y II. El último día de 1987 ascendió a mayor.

### Oficial jefe
Siendo ya oficial jefe, el mayor Eduardo Augusto Schiaffino estuvo desde inicios de 1989 hacia el 31 de diciembre de 1992 destinado al Estado Mayor Conjunto de las Fuerzas Armadas, donde cumplió funciones de Auxiliar en el Departamento de Prospectiva y Auxiliar en el área del Departamento de Políticas y Estrategias. El último día de este período de años fue promovido al rango de vicecomodoro.
Desde principio de 1993 estuvo destinado a la IX Brigada Aérea. Allí cumplió funciones de jefe de Escuadrón de Transporte Aéreo y jefe de Departamento de Operaciones. En 1996 comenzó el Curso Superior de Conducción en la Escuela de Guerra Aérea y paralelamente estuvo a cargo de la Jefatura del Escuadrón Instrucción de la Escuela de Aviación Militar hasta el 31 de diciembre de 1997 cuando se aprobó su ascenso al grado de comodoro.

### Oficial Superior
En el año 1998 se lo destinó a la IX Brigada Aérea donde prestó servicios como jefe del Grupo Aéreo 9. Luego en 2001 fue enviado a la ciudad capital de Paraguay, Asunción, cumpliendo funciones como agregado aeronáutico. Se recibió de Licenciado en Sistemas Aéreos y Aeroespaciales, en el Instituto Universitario Aeronáutico de Córdoba a fines de 2001.
El 31 de diciembre de 2003 se lo puso al frente de la Región Aérea Sur y el 31 de diciembre de 2004 fue ascendido a brigadier. En este cargo estuvo prestando sus servicios hasta febrero de 2005.

#### Titular de la Fuerza Aérea Argentina
El 17 de febrero de 2005 tuvo lugar el retiro del hasta ese momento jefe del Estado Mayor General de la Fuerza Aérea Argentina, brigadier general Carlos Rohde, debido al incidente de Southern Winds por tráfico de drogas ilegales.
Al saliente jefe aeronáutico se lo hizo responsable de haber mantenido en su puesto al comodoro Alberto Beltrame, jefe del Aeropuerto Internacional de Ezeiza, aún a sabiendas del escándalo por las «narcovalijas» en donde fueron hallados sesenta kilogramos de cocaína y a pesar de que el hijo de Beltrame estaba seriamente comprometido en la investigación. El hijo de Beltrame, empleado de Southern Winds, se entregó el 16 de febrero, después de estar prófugo de la justicia.
Tras el retiro del brigadier general Rohde, todos los brigadieres mayores y algunos brigadieres (en total fueron 17 los oficiales pasados a retiro), se lo designó al brigadier Eduardo Schiaffino como titular de la aeronáutica el 22 de febrero de 2005, cuando tan solo 53 días antes había ascendido a brigadier.
En su discurso de asunción del 22 de febrero de 2005, el flamante titular del arma aérea despidió al jefe saliente y a los demás brigadieres mayores y brigadieres diciendo: «Siento la necesidad de expresar una afectuosa despedida a todo el personal que hoy se aleja de la vida activa, muchos ellos, héroes de la gesta de Malvinas». Estas declaraciones y otras posteriores por parte de Schiaffino a la prensa enfadaron al presidente Néstor Kirchner, quien el 25 de febrero de 2005 les prohibió a todos los brigadieres de realizar declaraciones públicas para no generar más convulsión mediática.
El miércoles 4 de mayo de 2005 el Congreso de la Nación Argentina aprobó el pliego para el ascenso del brigadier Eduardo Augusto Schiaffino a brigadier mayor, su grado inmediato superior.
El 19 de julio del mismo año, dos meses después de haber sido promovido a un nuevo rango superior, se envió al Congreso otro pliego para que el brigadier mayor Eduardo Augusto Schiaffino pueda acceder al máximo grado del escalafón de la Fuerza Aérea, el de brigadier general. El mismo fue aprobado el 17 de agosto de 2005.
El día jueves 9 de marzo de 2006 el brigadier general Schiaffino pronunció en el helipuerto del Edificio Cóndor donde también estuvo la por entonces ministra de Defensa Nilda Garré un discurso de autocrítica por el papel que cumplió la Fuerza Aérea Argentina en la represión ilegal durante el Proceso de Reorganización Nacional. Sus palabras fueron las siguientes:

La Fuerza Aérea, que hoy me toca conducir, asume la obligación moral ante la Nación de reconocer los hechos contra la dignidad del hombre cometidos por integrantes de nuestra institución en aquellos días.

Quisiera detenerme y reflexionar sobre el respeto a la ley y hacerlo en relación con lo que significa el próximo 24 de marzo, cuando se cumplan 30 años de un hecho doloroso para los argentinos, ya que no se puede obviar la responsabilidad que la Fuerza Aérea tuvo en el mismo.

En ese entonces tuvieron lugar acciones que dejaron de lado los valores morales y éticos que históricamente fueron la fortaleza de la sociedad argentina. El quebrantamiento de la ley y el no respeto de esos valores dieron como resultado excesos agraviantes a la dignidad humana que están siendo investigados por la Justicia.

El cumplimiento de la ley no es una elección, es una obligación, en el convencimiento de que sólo en el marco de la verdad y la justicia se podrá alcanzar la cohesión necesaria para concretar el proyecto de Nación que pretendemos y merecemos.

Las nuevas generaciones tienen derecho a construir el futuro, orgullosas de su esfuerzo, sin cargar sobre sus espaldas con los errores del pasado.

Hechos luctuosos como los acontecidos hace 30 años deben servirnos, fundamentalmente a las nuevas generaciones de argentinos, para emprender el firme compromiso de evitar y aborrecer el odio y la lucha entre hermanos. Este es un punto de inflexión en nuestra historia, signado por una necesaria visión autocrítica; hago votos por el reencuentro, la concordia y la hermandad entre argentinos.
brigadier general Eduardo Augusto Schiaffino.

## Pase a situación de retiro
El 6 de noviembre de 2006 Eduardo Schiaffino fue citado al despacho de la ministra de Defensa para evaluar los ascensos y pases a retiro dispuestos para finales de año por parte de la Aeronáutica. Sin embargo, esa reunión que tuvo lugar a las 16 horas finalizó abruptamente ya que se le comunicó al brigadier general que quedaba relevado de su cargo.
Luego de esa reunión cruzó hacia la Casa Rosada y se dirigió al despacho del presidente Kirchner, quien efectivizó el retiro del jefe aeronáutico.
Aparentemente, las relaciones entre Nilda Garré y Eduardo Schiaffino no fueron buenas, y que en las semanas previas al súbito relevo del titular de la Fuerza Aérea, la relación se había tornado insalvable. La única explicación oficial acerca de esta decisión la dio la propia ministra, que atinó a decir que "Este es un paso más en el proceso de profundización de la renovación, la modernización y el cambio en las Fuerzas Armadas que estamos desarrollando".
Muchos oficiales que estaban al tanto de los vínculos del desplazado titular aeronáutico indicaron que Schiaffino no tenía buena relación con su superior inmediato, el jefe del Estado Mayor Conjunto, brigadier general Jorge Chevalier, y tampoco con el segundo de su propia fuerza, el brigadier mayor Eduardo Bianco.
Las pujas internas de la aeronáutica habían recrudecido desde el ascenso de Néstor Kirchner a la Presidencia de la Nación Argentina. Eduardo Schiaffino se sostenía en su cargo debido a su relación directa con la Casa Rosada, pero ese contacto habría precipitado su final, según versiones de sus compañeros de armas.
Quienes afirman lo expresado en el párrafo anterior, dicen que Schiaffino intentó durante la ausencia de dos semanas por parte de Nilda Garré, por el viaje de la ministra a Francia, Rusia, Ucrania y Chipre, estrechar aún más su vínculo con el presidente. Así habría esperado a Kirchner en la sala VIP de la base militar dos semanas antes de su reemplazo, para improvisar una reunión especial. El presidente no lo habría recibido y la ministra se habría enterado de ese intento de hacerla a un lado, por lo que la maniobra de Schiaffino quedó revelada y neutralizada.
El relevado jefe de la Fuerza Aérea Argentina, aun así, intentó congraciarse con el presidente Kirchner. Primero llevó a la localidad de El Calafate un viejo avión DC-3 para ser expuesto en el centro de descanso presidencial y luego propuso edificar allí una casa oficial de la Fuerza Aérea para ser usada por el jefe.
El brigadier general (R) Eduardo Schiaffino se formó bajo el nacionalismo católico, concepción ideológica que tradicionalmente fue muy fuerte en la aeronáutica, y esto nunca fue muy bien visto por parte del Ministerio de Defensa.
En su lugar se designó al brigadier mayor Normando Costantino, que asumió el 8 de noviembre de 2006 y posteriormente fue promovido a su grado superior inmediato.